# Kalundborg
Kalundborg este un oraș în Danemarca.